# 東京イラストレーターズ・ソサエティ
一般社団法人東京イラストレーターズ・ソサエティ（とうきょうイラストレーターズソサエティ、略称：TIS）は、イラストレーター同士の情報交換や親睦にとどまらず、その存在や仕事ぶりを社会に向けて発信していくために1988年10月に発足した組織である。2016年9月に一般社団法人化し、一般社団法人東京イラストレータズ・ソサエティとなる。

## 概要
2018年3月現在の会員数は253名である。イラストレーションのさらなる可能性を模索し、発展を目指すために、展覧会の開催、後進の育成を目的とした公募や、出版、研究会等積極的に会活動を行う。

## 沿革
出典:
- 1988年 東京イラストレーターズ・ソサエティ設立。
- 1989年 念願の第1回目の展覧会を開催。会員73名のうち71名参加。
- 1991年 安西水丸、小林泰彦、仲條正義らが参加。理事長に小島武が就任。
- 1992年 会長に灘本唯人が就任。理事長に宇野亜喜良が就任。
- 1993年 会報誌を発行（以後、1996年まで毎年発行）。初の海外での展覧会を開催。
- 1995年 クリエイションギャラリーG8協力のもと、G8展スタート。以後、同会場で毎年展覧会を開催。事務局を神宮前に移転。和田誠が参加。
- 1996年 TIS感謝祭／赤坂プリンスホテル イラストレーションを開拓した先輩方に感謝の意を伝える会。この年の会員数146名。
- 1998年 理事長に若尾真一郎が就任。
- 2001年 Webサイトを開設。第1回TIS公募開催。理事長に和田誠が就任。TIS年鑑’01～’02の出版に合わせ、TIS公募がスタート。以後、おおよそ年に1度開催。
- 2002年 公募とともに入賞入選作品の受賞展覧会を開催。
- 2005年 理事長に安西水丸が就任。
- 2007年 TIS会員展と公募展のほか、往年のイラストレーターの作品展示、ワークショップを合わせた大規模な展覧会を開催。この年の会員数212名。
- 2010年 会長職制の廃止。会の代表を理事長とし、安西水丸が務める。Webサイトをリニューアル。
- 2014年 会の発足25周年を記念し、ロゴマークを一新。理事長に井筒啓之が就任。この年の会員数233名。
- 2017年 23年間続いたG8展が終了。事務局を神宮前に移転。
- 2018年 Webサイトをリニューアル。南伸坊が理事長に就任。
- 2019年 小池アミイゴが理事長に就任。

## 展覧会
| 年   | 展覧会名 | 会場                                 |
| ---- | --- | ------------------------------------ |
| 1989 | 『第1回東京イラストレーターズ・ソサエティ』展 （巡回：大阪阪急）                                                  | 松屋銀座                             |
| 1990 | 『第2回東京イラストレーターズ・ソサエティ』展（巡回：大阪阪急）                                                   | 松屋銀座                             |
| 1992 | 『第3回東京イラストレーターズ・ソサエティ』展（巡回：松山、広島）                                                 | 松屋銀座                             |
| 1992 | 『イラストレーションショー』                                                                                      | 銀座プランタン                       |
| 1993 | 『第4回TOKYO ILLUSTRATION NOW』展 （巡回：東京都庁、京都造形大学）                                                | ロスアンゼルス日米文化会館           |
| 1995 | 『世紀末の記録アート』展 （「東京のカケラ」展を併設）                                                             | 渋谷パルコ・スペースパート3          |
| 1995 | 『一冊』展 | クリエイションギャラリーG8           |
| 1996 | 『THIS IS MY CALENDAR '97』展                                                                                     | クリエイションギャラリーG8           |
| 1996 | 『とっておきの扇子』展                                                                                            | 新宿リビング・デザインセンターOZONE  |
| 1997 | 『115人のイラストレーターが描く井上陽水の115曲』展 （巡回：福岡、横浜、新潟へ巡回）                               | クリエイションギャラリーG8           |
| 1997 | 『シネマの残像』展                                                                                                | パステル・ミュージアム               |
| 1998 | 『夏だ！ Tシャツ原画』展                                                                                          | クリエイションギャラリーG8           |
| 1999 | 『東京イラストレーターズ・ソサエティが描く ことばの20世紀』展                                                     | フジタヴァンテ                       |
| 1999 | 『The Last Supper～130人のオリジナルワインで21世紀に乾杯！』展                                                    | クリエイションギャラリーG8           |
| 2000 | 『不思議の国の子どもたちと130人のイラストレーター KIDS IN BOOKS』展                                               | クリエイションギャラリーG8           |
| 2001 | 『広がる広がる110人の原画集 JABARA BOOKS』展                                                                      | クリエイションギャラリ-G8            |
| 2002 | 『136s of YUMING and Illustrations』展 （巡回：名古屋、福岡、神戸、大阪、京都、横浜、新潟）                       | クリエイションギャラリ-G8            |
| 2002 | 『第2回T I S公募』展                                                                                              | クリエイションギャラリーG8           |
| 2003 | 『シネマ古今東西150人のイラストレーター映画を描く』展                                                             | クリエイションギャラリーG8           |
| 2004 | 『You Are My Sun shine ～132人のイラストレーターが贈るグリーティングカード』展                                    | 池袋サンシャインシティ60 展望台      |
| 2004 | 『第3回T I S公募 受賞作品』展                                                                                     | 原宿ラップネットシップ               |
| 2004 | 『わたしの『赤い靴』』展                                                                                          | 横浜伊勢佐木町・有隣堂ギャラリー     |
| 2004 | 『原っぱからアテネまで145人のイラストレータースポーツを描く』展 （巡回：北野美術館別館 北野カルチュラルセンター） | クリエイションギャラリーG8           |
| 2005 | 『第4回T I S公募 受賞作品』展                                                                                     | 原宿ラップネットシップ               |
| 2005 | 『わたしのフランス物語』展（巡回：有隣堂ランドマークプラザ店）                                                    | 横浜伊勢佐木町・有隣堂ギャラリー     |
| 2005 | 『145人のイラストレーターが描く 21世紀動物図鑑』展 （巡回：北野美術館別館 北野カルチュラルセンター）              | クリエイションギャラリーG8           |
| 2005 | 『～106人のイラストレーターが描く～わたしのヒーロー、ヒロイン』展                                                 | サンシャイン60展望台スカイギャラリー |
| 2006 | 『第5回TIS公募 受賞作品』展                                                                                       | Gallery5610                          |
| 2006 | 『名探偵，怪盗、女スパイ…と150人のイラストレーター ミステリーワールド』展                                         | クリエイションギャラリーG8           |
| 2007 | 『横浜で育んだ[JAZZ]を描く108の想い わたしとJAZZ』展                                                              | 有隣堂ギャラリー                     |
| 2007 | 『Tokyo Illustration 2007』展 （巡回：北野美術館別館 北野カルチュラルセンター）                                   | 国立新美術館                         |
| 2007 | 『和のかたち 160人のイラストレーターが描く日本』展 （巡回：伊豆郎の里 茶蔵庵）                                    | クリエイションギャラリーG8           |
| 2008 | 『人生で心うたれた一冊の本、感動を134名が描く わたしとこの一冊』展                                                | 有隣堂ギャラリー                     |
| 2008 | 『160人のイラストレーターが描く銀座GINZA・銀座・ギンザ』展                                                        | クリエイションギャラリーG8           |
| 2009 | 『第7回TIS公募 受賞作品』展                                                                                       | Gallery5610                          |
| 2009 | 『150人のイラストレーター墨汁に挑む 墨一色』展                                                                    | 松屋銀座                             |
| 2009 | 『イラストレーター170人が描く わたしの句読点』展                                                                  | たばこと塩の博物館                   |
| 2009 | 『170人のイラストレーターが描く日本の童謡・唱歌しゃぼん玉飛んだ』展                                               | クリエイションギャラリーG8           |
| 2010 | 『第8回TIS公募受賞作品』展                                                                                        | Gallery5610                          |
| 2010 | 『182人のイラストレーターが描く 新訳イソップ物語』展                                                              | クリエイションギャラリーG8           |
| 2011 | 『第9回TIS公募受賞作品』展                                                                                        | Gallery5610                          |
| 2011 | 『178人のイラストレーターが描く スマイル』展                                                                      | クリエイションギャラリーG8           |
| 2012 | 『東京イラストレーターズ・ソサエティのメンバーが描く わたしの句読点2』展                                          | たばこと塩の博物館                   |
| 2012 | 『絵に描いた座右の銘』展                                                                                          | クリエイションギャラリーG8           |
| 2013 | 『167人のイラストレーター墨汁に挑む 今昔物語』展                                                                  | 松屋銀座                             |
| 2013 | 『パジコ×TIS ねんど夏フェス』                                                                                     | Web展覧会（TISWebサイト内）          |
| 2013 | 『歌舞伎イラストレーション』展                                                                                    | クリエイションギャラリーG8           |
| 2013 | 『第11回TIS公募受賞作品』展                                                                                       | Gallery5610                          |
| 2013 | 『東京イラストレーターズ・ソサエティ 秋の文化祭』                                                                 | TBSハウジング渋谷                    |
| 2014 | 『パジコ×TIS ねんど夏フェス2014』                                                                                 | Web展覧会（TISWebサイト内）          |
| 2014 | 『イラストレーター176人・自由に描いた176展の絵 TIS』展                                                            | クリエイションギャラリーG8           |
| 2014 | 『第12回TIS公募受賞作品』展                                                                                       | Gallery5610                          |
| 2015 | 『春いっぱい』展                                                                                                  | 青山ブックセンター本店               |
| 2015 | 『イラストレーターが描くウクレレ148本 デコレレ♪』展                                                               | クリエイションギャラリーG8           |
| 2015 | 『第13回TIS公募受賞作品』展                                                                                       | Gallery5610                          |
| 2016 | 『158人の漱石 百年後の吾輩、こゝろ、それから……』展                                                                | クリエイションギャラリーG8           |
| 2016 | 『第14回TIS公募受賞作品』展                                                                                       | Gallery5610                          |
| 2016 | 『パジコ×TIS ねんどハロウィンモンスター』展                                                                       | Web展覧会（TISWebサイト内）          |
| 2017 | 『東京東-シタマチDescovery-』展 （巡回：両国国技館）                                                              | クリエイションギャラリーG8           |
| 2017 | 『第15回TIS公募受賞作品』展                                                                                       | Gallery5610                          |

## 役職
| 年   | 理事長       | 副理事長                                          | 監事     | 相談役                    | 事務局長 | 会長         |
| ---- | ------------ | ------------------------------------------------- | -------- | ------------------------- | -------- | ------------ |
| 1991 | 小島武       | 谷口広樹                                          | 早川良雄 | －                        | －       | －           |
| 1992 | 宇野亜喜良   | 伊藤桂司、河村要助、下谷二助                      | 早川良雄 | －                        | －       | 灘本唯人     |
| 1993 | 灘本唯人     |                                                   | －       | －                        | －       | 灘本唯人     |
| 1994 | 宇野亜喜良   | 下谷二助、山下勇三                                | －       | 早川良雄、大橋正、 山城隆 | －       | 灘本唯人     |
| 1995 | 宇野亜喜良   | 下谷二助、山下勇三                                | －       | 早川良雄、大橋正、 山城隆 | 阿部隆夫 | 灘本唯人     |
| 1996 | 宇野亜喜良   | 下谷二助、山口はるみ、 山下勇三、若尾真一郎       | 早川良雄 | 早川良雄、大橋正、 山城隆 | 阿部隆夫 | 灘本唯人     |
| 1997 | 宇野亜喜良   | 下谷二助、唐仁原教久、 峰岸達、若尾真一郎、和田誠 | 早川良雄 | 早川良雄、大橋正、 山城隆 | 阿部隆夫 | 灘本唯人     |
| 1998 | 若尾真一郎   | 谷口広樹                                          | 早川良雄 | 大橋正、山城隆            | 阿部隆夫 | 灘本唯人     |
| 1999 | 若尾真一郎   | 谷口広樹                                          | 早川良雄 | －                        | 阿部隆夫 | 灘本唯人     |
| 2000 | 若尾真一郎   | 阿部真理子                                        | 早川良雄 | －                        | 阿部隆夫 | 灘本唯人     |
| 2001 | 和田誠       | 阿部真理子                                        | 早川良雄 | －                        | 谷口広樹 | 灘本唯人     |
| 2002 | 和田誠       | 下谷二助                                          | 早川良雄 | －                        | 谷口広樹 | 灘本唯人     |
| 2003 | 和田誠       | 安西水丸、下谷二助、峰岸達                        | 早川良雄 | －                        | 谷口広樹 | 灘本唯人     |
| 2004 | 和田誠       | 下谷二助                                          | 早川良雄 | －                        | 谷口広樹 | 灘本唯人     |
| 2005 | 安西水丸     | 井筒啓之、下谷二助                                | 早川良雄 | －                        | 谷口広樹 | 灘本唯人     |
| 2006 | 安西水丸     | 井筒啓之、下谷二助                                | 早川良雄 | －                        | 谷口広樹 | 灘本唯人     |
| 2007 | 安西水丸     | 井筒啓之、下谷二助                                | 早川良雄 | －                        | 谷口広樹 | 灘本唯人     |
| 2008 | 安西水丸     | 井筒啓之、下谷二助                                | 早川良雄 | －                        | 谷口広樹 | －           |
| 2009 | 安西水丸     | 井筒啓之、下谷二助                                | 早川良雄 | 灘本唯人                  | 安西水丸 | －           |
| 2010 | 安西水丸     | 井筒啓之、都築潤                                  | 灘本唯人 | 灘本唯人                  | 山﨑杉夫 | ※会長職 廃止 |
| 2011 | 安西水丸     | 井筒啓之、都築潤                                  | 灘本唯人 | 灘本唯人                  | 山﨑杉夫 | ※会長職 廃止 |
| 2012 | 安西水丸     | 井筒啓之、都築潤、南伸坊                          | 灘本唯人 | 灘本唯人                  | 山﨑杉夫 | ※会長職 廃止 |
| 2013 | 安西水丸     | 井筒啓之、都築潤、南伸坊                          | 灘本唯人 | 灘本唯人                  | 山﨑杉夫 | ※会長職 廃止 |
| 2014 | 井筒啓之     | 都築潤、南伸坊                                    | 矢吹申彦 | 灘本唯人                  | 山﨑杉夫 | ※会長職 廃止 |
| 2015 | 井筒啓之     | 木内達朗、都築潤                                  | 矢吹申彦 | 灘本唯人                  | 山﨑杉夫 | ※会長職 廃止 |
| 2016 | 井筒啓之     | 木内達朗、都築潤                                  | 矢吹申彦 | 灘本唯人                  | 山﨑杉夫 | ※会長職 廃止 |
| 2017 | 井筒啓之     | 木内達朗、都築潤                                  | 矢吹申彦 |                           | 森学     | ※会長職 廃止 |
| 2018 | 南伸坊       | あずみ虫、網中いづる、小池アミイゴ                | 矢吹申彦 |                           | 森学     | ※会長職 廃止 |
| 2023 | 小池アミイゴ | 網中いづる、サイトウユウスケ                      | 阪口笑子 |                           | 影山徹   | ※会長職 廃止 |

## 主な出版物
- 『TIS年鑑'00』
- 『TIS年鑑'01-'02』
- 『著作権ハンディブックQ＆A』
- 『イラストレーション・レシピブック』
- 『TIS公募受賞作品集』
- 『TIS Magazine 創刊準備号』

### 展覧会作品集
- 『ことばの20世紀』自由国民社刊
- 『心もよう』メディア ファクトリー刊
- 『KIDS IN BOOKS』自由国民社刊
- 『136s of YUMING and Illustrations』ぴあ刊
- 『シネマ古今東西』芸文社刊  『原っぱからアテネまで』ポプラ社刊
- 『わたしのフランス物語』有隣堂刊  『Tokyo illustration 2007』TIS刊
- 『わたしの句読点』たばこと塩の博物館刊  『新訳 イソップ物語』小学館刊
- 『わたしの句読点2＜食いろいろ＞』たばこと塩の博物館刊
- 『新版 今昔物語』小学館刊